# Юрген Барч
Юрген Барч (нім. Jürgen Bartsch (справжнє ім'я Карл-Гайнц Задроцінскі (нім. Karl-Heinz Sadrozinski; 6 листопада 1946, Ессен — 28 квітня 1976, Ліппштадт) — німецький серійний убивця.

## Біографія
Карл Гайнц Задроцінскі був позашлюбним сином Анни Задроцінскі, яка померла від туберкульозу незабаром після пологів. Перші місяці свого життя хлопчик провів в одній із клінік міста Ессен. На 11-му місяці його взяли на виховання у бездітну сім'ю Гертруди та Герхарда Барч з міста Фельберт. Подружжя змінило ім'я дитини на Юргена Барча.
Мачуха юнака, яка страждала на обсесивно-компульсивний розлад, надавала надмірну увагу чистоті; вона не дозволяла йому бруднити себе чи одяг та грати з іншими дітьми. З такими установами Юрген прожив аж до повноліття й навіть у віці 19 років мачуха мила його у ванній.
Перше вбивство Барч скоїв, коли був підлітком. Він був злочинцем, схильним до садизму й педофілії. Всіх жертв убивця заманював у військовий бункер, де і здійснював над ними розправу: спочатку ґвалтував, а згодом розчленовував. Останній, п'ятій жертві, вдалося втекти.
У 1966 році Барча заарештували, і він зізнався у скоєних злочинах. Наприкінці 1967 року йому дали довічне ув'язнення, проте в 1971 році після апеляції за рішенням іншого суду термін був скорочений до 10 років. Барча помістили в психіатричну клініку в Ліппштадті. Тут у 1974 році він одружився з Гізеллю Дейке — медсестрою з Ганновера.
Доки Барч лікувався, його не покидали фантазії садистської спрямованості. Аби уникнути довічного ув'язнення в психіатричній клініці, Барч погодився на хімічну кастрацію. Операцію провели в Ейкельборнському госпіталі, проте в процесі йому помилково ввели десятикратну дозу фторотана, що спричинило смерть.
У 2002 році на екрани Німеччини вийшов фільм про долю Юргена Барча режисера Кая С. Піка «Все життя в коротких штанцях. Справа Юргена Барча».

## Жертви
- 1962 — Клаус Юнг, 8 років (Барчу на час убивства було 14 років).
- Рудольф Фукс, 13 років.
- Ульріх Кальвайс, 12 років.
- Травень 1966 — Манфред Грасман, 11 років.
- Червень 1966 — Петер Фреєзе, 11 років (єдина жертва, яка вижила).